# Sadeness (Part II)
"Sadeness (Part II)" är en låt av den tyska musikgruppen Enigma, utgiven som singel i oktober 2016. Anggun sjunger på låten. "Sadeness" anspelar på Markis de Sade.